# Gilbert Matthews
Gilbert Matthews (* 28. September 1943 in Kapstadt; † 25. Juni 2020; auch Gilbert Mathews) war ein südafrikanischer Schlagzeuger des Creative Jazz, der in Schweden lebte.

## Leben und Wirken
Matthews begann seine Karriere als Gitarrist, zunächst auf einem selbstgebauten Instrument, und spielte regelmäßig in einem kleinen Jazzclub Tiffany’s. Dort wechselte er zum Schlagzeug, zunächst als Autodidakt. 1968 wirkte er an Aufnahmen von Winston Mankunku (Yakhal’ Inkomo) und von Chris Schilder (Spring) mit. Aus politischen Gründen migrierte er 1968 nach London, um von dort nach New York und Los Angeles zu gehen, wo er Unterricht bei Max Roach und Elvin Jones hatte. In den frühen 1970er Jahren war er Mitglied der Band von Ray Charles; dann begleitete er Sarah Vaughan. Auch arbeitete er bei Terry Gibbs. 1975 und 1976 war er in Johannesburg und Kapstadt an Aufnahmen mit Abdullah Ibrahim, Kippie Moeketsi und Basil Coetzee beteiligt. Er gründete die Band Spirits Rejoice, mit der zwei Alben entstanden. Auch ist er auf dem Album Universal Men von Juluka zu hören.
1979 zog Matthews nach Schweden, wo er heiratete und in der Band von Christer Boustedt spielte, mit dem er mehrere Alben aufnahm. Johnny Dyani zog ihn für seine Alben Africa und Born Under the Heat heran. Weiter arbeitete er mit Archie Shepp und gehörte in den 1980er Jahren zu Chris McGregors Brotherhood of Breath. Mit dem Brus Trio, das er mit Arne Forsen und Ulf Akerhielm bildete, trat er international auf Festivals auf und begleitete Roscoe Mitchell und Charles Tyler; letzte Aufnahmen mit diesem Trio entstanden 2011 (Celebration, mit den Gästen Fredrik Nordström und Mats Äleklint). Weiterhin arbeitete er mit John Tchicai und Misha Mengelberg.
Nach dem Tod von Christer Boustedt 1986 formierte sich aus dessen Band das Contemporary Bebop Quintet mit dem Saxophonisten Stefan Isaksson, mit dem er zwei Alben einspielte und erstmals 1991 in Südafrika auftrat. Dort tourte er 2004 mit der Band von Amanda Sedgwick. Auch leitete er eigene Gruppen (Hot House 1999) und spielte in der Swedish Mingus Band. In seinen letzten Lebensjahren konnte er aus gesundheitlichen Gründen nicht mehr auftreten.

## Diskographische Hinweise
- Spirits Rejoice African Spaces (1977, mit George Tjefumani, Temba Mehlomakulu, Duke Makasi, Mervyn Africa, Russell Herman, Sipho Gumede)
- Chris McGregor and the South African Exiles Thunderbolt (1986, mit Dudu Pukwana, Pinise Saul, Lucky Ranku, Harry Beckett, Johnny Dyani, Ernest Mothle)
- Hot House (1994, mit Roland Keijser, Krister Andersson, Bengt Hanson)
- Vitold Reks Kapela Resoviana: The Polish Folk Explosion (2001, mit Albert Mangelsdorff, Charlie Mariano, John Tchicai u. a.)